# 阿蘇市立中通小学校
阿蘇市立中通小学校（あそしりつ なかどおりしょうがっこう）は、熊本県阿蘇市にあった公立小学校。

## 沿革
- 1871年（明治4年） - 「阿蘇日新社」として下原真光寺跡に創立。
- 1882年（明治15年） - 中通小学校と改称
- 1886年（明治19年） - 教育令改正により宮地小学校支校となる
- 1890年（明治23年） - 町村制実施により「中通尋常小学校」として独立。
- 1922年（大正11年） - 中通尋常高等小学校と改称
- 1941年（昭和16年）4月 - 国民学校令施行により中通国民学校と改称。
- 1947年（昭和22年）4月 - 学制改革に伴い、中通村立中通小学校と改称。
- 1954年（昭和29年）4月 - 町村合併により一の宮町立中通小学校と改称。
- 2005年（平成17年）2月 - 阿蘇市誕生に伴い、阿蘇市立中通小学校と改称。
- 2013年（平成25年）3月 - 阿蘇市立宮地小学校へ統合